# Fierbere

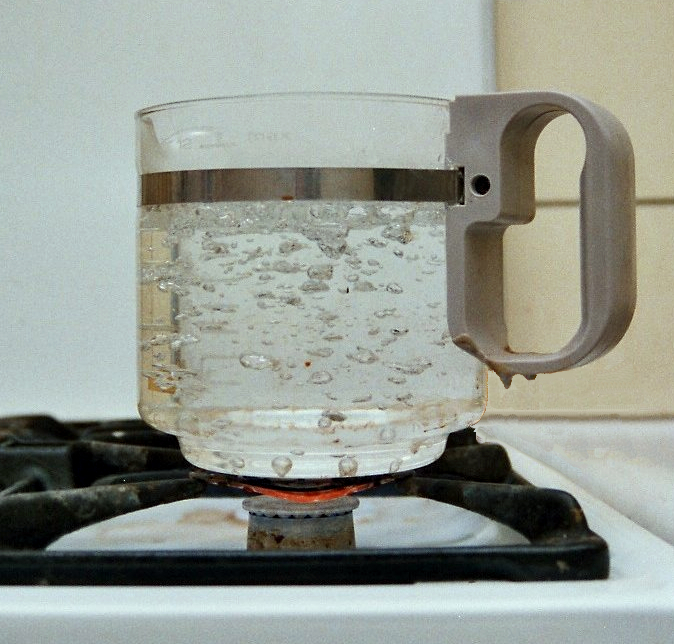
Apă care fierbe.

Fierberea (denumită și ebuliție sau ebulițiune) este procesul de trecere a unui lichid în stare de vapori, sub acțiunea căldurii în întreaga masă a lichidului, prin formarea unor bule de vapori care se ridică la suprafață. Temperatura de fierbere este cea la care presiunea vaporilor săi este egală cu presiunea exterioară la care este supus lichidul. Această temperatură, numită și punct de fierbere, crește odată cu creșterea presiunii. Temperatura de fierbere la presiune normală de 760 mm Hg = 1,01325 bar se numește temperatură normală de fierbere. În tabelele termodinamice, presiunea și temperatura corespunzătoare fierberii sunt denumite presiune de saturație, respectiv temperatură de saturație.

## Termodinamica fenomenului de fierbere

### Descriere
La încălzirea unui lichid acesta își păstrează starea lichidă până la atingerea temperaturii de fierbere. Mărind în continuare temperatura, se formează prima bulă de vapori, iar apoi din ce în ce mai multe. Deoarece densitatea vaporilor este mai mică decât a lichidului, într-un câmp de forțe, de exemplu câmpul gravitațional, sub acțiunea forțelor arhimedice bulele se ridică la suprafață, apărând o suprafață de separație între fazele de lichid și vapori. Această suprafață de separație a fazelor este definitorie pentru fenomenul de fierbere. Dacă în timpul procesului de fierbere presiunea la care este supus amestecul (separat sau nu) de lichid și vapori rămâne constantă, atunci și temperatura la care se produce fierberea rămâne constantă. Continuând creșterea temperaturii lichidului, la un moment dat toată cantitatea de lichid s-a transformat în vapori, care însă sunt încă la temperatura de saturație, vaporii fiind numiți vapori saturați uscați. Ca urmare, în timpul procesului de fierbere, se consideră că există un amestec de lichid la temperatura de saturație și vapori saturați uscați.

### Moduri de vaporizare
În timpul fierberii vaporizarea se poate face în două moduri de bază, cu un regim de tranziție între ele:
- Vaporizare cu bule, în care pe suprafața care cedează căldură lichidului apar mici bule care la un moment dat se desprind și cresc, ridicându-se la suprafață. Numărul de puncte în care apar bule (centre de nucleație) depinde de temperatura suprafeței și de rugozitatea ei — o suprafață rugoasă oferă mai multe centre decât una netedă. Pentru suprafețe extrem de netede lichidul poate fi adus la o temperatură ceva mai mare decât temperatura de saturație (lichid supraîncălzit), însă în momentul în care bulele încep să se formeze urmează o degajare de bule foarte violentă.
- Vaporizare peliculară (în film), în care, când suprafața de încălzire atinge o anumită temperatură (relativ mare), formarea vaporilor este continuă pe toată suprafața, între suprafață și lichid apărând un film de vapori continuu. Deoarece vaporii au o conductivitate termică mică, ei izolează lichidul și reduc fluxul termic. Pentru un flux termic dat, temperatura suprafeței de încălzire poate crește mult, putând apărea avarii dacă n-a fost concepută să lucreze în acest regim.
- Vaporizarea de tranziție este un regim instabil între vaporizarea cu bule și vaporizarea peliculară.

Formarea bulelor de lichid este un fenomen complex, care adesea includ fenomene acustice și de cavitație.

### Influența presiunii

Diagrama p-T a fazelor.
S = solid, L = lichid, G = gaz, verde = fierbere, albastru = sublimare, roșu = vaporizare supracritică.

Cu albastru deschis - domeniul în care poate avea loc fierberea, într-o diagramă p-V.

Elemente caracteristice fierberii într-o diagramă p-V.

Transformarea de fază prin fierbere poate avea loc doar într-un anumit interval de presiuni. Presiunea minimă corespunde presiunii punctului triplu, în care fazele solidă, lichidă și gazoasă sunt în echilibru (în diagrama p-T alăturată în dreptul săgeții albastre), iar presiunea maximă corespunde punctului critic (în diagrama p-T alăturată în dreptul săgeții roșii). În această figură fierberea are loc în direcția săgeții verzi, la trecerea peste curba care unește cele două puncte. Ocolirea acestei curbe se poate face prin ambele capete, săgeata albastră indicând un proces de liofilizare, iar cea roșie unul de vaporizare supracritică.
Într-o diagramă p-V (vezi diagramele p-V alăturate) vaporizarea se petrece în zona colorată în albastru deschis. În partea din stânga (A) este zona lichidului, în dreapta (B) este zona vaporilor. Pentru o anumită izotermă, figurată cu albastru, procesul de vaporizare se produce de-a lungul liniei (d). Teoretic, acest proces ar trebui să se producă de-a lungul curbelor (f) și (g), însă aceste stări sunt instabile. Porțiunile orizontale pot apărea doar pe izotermele care se află sub izoterma critică, care trece prin punctul critic (K). Pentru presiuni deasupra punctului K, transformarea din lichid în vapori (creșterea de volum de la volumul lichidului la cel al vaporilor) se face printr-un proces continuu, fără să apară o suprafață de separație între lichid și vapori și fără apariția unor bule de vapori, ca urmare la presiuni supracritice noțiunea de fierbere își pierde sensul.

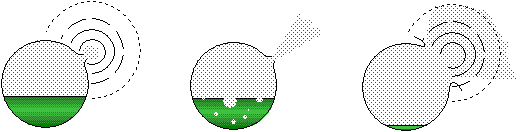
Golirea unui vas sub presiune.

Fierberea sub presiune este un fenomen periculos. Vasele sub presiune trebuie să fie rezistente, deoarece în caz că se sparg, fenomenul este foarte asemănător cu o explozie. Chiar dacă vasul rezistă și apare doar un orificiu, prin scăparea vaporilor presiunea scade, lichidul devine supraîncălzit prin scăderea temperaturii de saturație conform presiunii, se produce o degajare de bule violentă care umflă lichidul și-l aruncă afară prin orificiu. În afară de pierderea conținutului vasului, jetul de lichid supraîncălzit poate produce accidente. Instalațiile industriale care funcționează sub presiune sunt supuse inspecțiilor și aprobărilor din partea Inspecției de Stat pentru Controlul Cazanelor, Recipientelor sub Presiune și Instalațiilor de Ridicat (ISCIR).

### Căldura primită

Căldura primită în timpul fierberii.

Căldura primită în timpul fierberii corespunde zonei gri din diagrama T-s alăturată și este egală cu
{\displaystyle Q_{12}=T_{s}(s_{2}-s_{1})\,}
unde Ts este temperatura absolută de saturație, iar s1 și s2 sunt entropiile inițială, respectiv finală.
Calculul căldurii necesare vaporizării se poate face cunoscând căldura latentă de vaporizare CL (molară), sau cL (masică), cu care:
{\displaystyle Q_{12}=n\,C_{L}}
unde n este numărul de moli de substanță, respectiv
{\displaystyle Q_{12}=m\,c_{L}}
unde m este masa substanței.
Căldură latentă de vaporizare molară a elementelor chimice la presiune normală
În fiecare celulă apar, de sus în jos:
- numărul atomic al elementului;
- simbolul chimic;
- temperatura de saturație la presiune normală ( °C);
- căldura latentă de vaporizare molară (kJ/mol);
- masa molară.

| Perioadă    |                       |                        |                        |                        |                        |                        |                      |                        |                        |                        |                        |                       |                        |                        |                        |                       |                      |                        |  |  |
| 1           | 1 H -253 0,449 1,008  |                        |                        |                        |                        |                        |                      |                        |                        |                        |                        |                       |                        |                        |                        |                       |                      | 2 He -268 0,0845 4,003 |  |  |
| 2           | 3 Li 181 145,9 6,941  | 4 Be 2477 292,4 9,012  |                        |                        |                        |                        |                      |                        |                        |                        |                        |                       | 5 B 3927 489,7 10,81   | 6 C ~4850 355,8 12,01  | 7 N -196 2,793 14,01   | 8 O -183 3,410 16,00  | 9 F -188 3,270 19,00 | 10 Ne -246 1,733 20,18 |  |  |
| 3           | 11 Na 883 96,96 22,99 | 12 Mg 1090 127,4 24,33 |                        |                        |                        |                        |                      |                        |                        |                        |                        |                       | 13 Al 2467 293,4 26,98 | 14 Si 2355 384,2 28,09 | 15 P 277 12,13 30,97   | 16 S 445 9,6 32,07    | 17 Cl -34 10,2 35,45 | 18 Ar -186 6,447 39,95 |  |  |
| 4           | 19 K 759 79,87 39,10  | 20 Ca 1484 153,6 40,08 | 21 Sc 2830 314,2 44,96 | 22 Ti 3287 421 47,87   | 23 V 3409 452 50,94    | 24 Cr 2672 344,3 52,00 | 25 Mn 1962 226 54,94 | 26 Fe 2750 349,6 55,85 | 27 Co 2927 376,5 58,93 | 28 Ni 2913 370,4 58,69 | 29 Cu 2567 300,3 63,55 | 30 Zn 907 115,3 65,41 | 31 Ga 2204 258,7 69,71 | 32 Ge 2820 330,9 72,64 | 33 As 616 34,76 74,92  | 34 Se 221 26,3 78,96  | 35 Br 59 15,44 79,9  | 36 Kr -153 9,029 83,80 |  |  |
| 5           | 37 Rb 688 72,22 85,47 | 38 Sr 1382 144 87,62   | 39 Y 2226 363 88,91    | 40 Zr 4409 591,6 91,22 | 41 Nb 4744 696,6 92,91 | 42 Mo 4639 598 95,94   | 43 Tc 4877 660 98,91 | 44 Ru 4150 595 101,1   | 45 Rh 3695 493 102,9   | 46 Pd 2963 357 106,4   | 47 Ag 2162 250,6 107,9 | 48 Cd 767 100 112,4   | 49 In 2072 231,5 114,8 | 50 Sn 2602 295,8 118,7 | 51 Sb 1587 77,14 121,8 | 52 Te 450 52,55 127,6 | 53 I 184 20,75 126,9 | 54 Xe -108 12,64 131,3 |  |  |
| 6           | 55 Cs 705 67,74 132,9 | 56 Ba 1640 142 137,3   | *                      | 72 Hf 4603 575 178,5   | 73 Ta 5458 743 180,9   | 74 W 5555 824 183,8    | 75 Re 5596 715 186,2 | 76 Os 5012 627,6 190,2 | 77 Ir 4428 604 192,2   | 78 Pt 3827 510 195,1   | 79 Au 2856 334,4 197,0 | 80 Hg 357 59,23 200,6 | 81 Tl 1473 164,1 204,4 | 82 Pb 1749 177,7 207,2 | 83 Bi 1564 104,8 209,0 | 84 Po 962 120 209,0   | 85 At 337 30 210,0   | 86 Rn -62 16,4 222,0   |  |  |
| 7           | 87 Fr 667 64 223      | 88 Ra 1737 137 226,0   | **                     | 104 Rf n/a 261         | 105 Db n/a 262         | 106 Sg n/a 263         | 107 Bh n/a 262       | 108 Hs n/a 265         | 109 Mt n/a 268         | 110 Ds n/a 281         | 111 Rg n/a 280         | 112 Cn n/a            | 113 Uut n/a            | 114 Fl n/a             | 115 Uup n/a            | 116 Lv n/a            | 117 Uus n/a          | 118 Uuo n/a            |  |  |
|             |                       |                        |                        |                        |                        |                        |                      |                        |                        |                        |                        |                       |                        |                        |                        |                       |                      |                        |  |  |
| * Lantanide | * Lantanide           | * Lantanide            | * Lantanide            | 57 La 3457 414 138,9   | 58 Ce 3426 414 140,1   | 59 Pr 3520 297 140,9'  | 60 Nd 3100 273 144,2 | 61 Pm ~3500 n/a 146,9  | 62 Sm 1803 166 150,4   | 63 Eu 1527 144 152,0   | 64 Gd 3250 359 157,3   | 65 Tb 3230 331 158,9  | 66 Dy 2567 230 162,5   | 67 Ho 2695 241 164,9   | 68 Er 2510 193 167,3   | 69 Tm 1947 191 168,9  | 70 Yb 1194 127 173,0 | 71 Lu 3395 356 175,0   |  |  |
| ** Actinide | ** Actinide           | ** Actinide            | ** Actinide            | 89 Ac 3200 293 227,0   | 90 Th 4788 514,4 232,0 | 91 Pa 4027 470 231,0   | 92 U 4134 423 238,0  | 93 Np 3902 n/a 237,0   | 94 Pu 3327 325 244,1   | 95 Am 2607 239 243,1   | 96 Cm 3110 n/a 247,1   | 97 Bk n/a 247         | 98 Cf n/a 251          | 99 Es n/a 253          | 100 Fm n/a 255         | 101 Md n/a 256        | 102 No n/a 255       | 103 Lr n/a 260         |  |  |

| 0–10 kJ/mol | 10–100 kJ/mol | 100–300 kJ/mol | >300 kJ/mol |

| Substanța | Temperatură | Temperatură | CL kJ/mol |
| Substanța | ts °C       | Ts K        | CL kJ/mol |
| --------- | ----------- | ----------- | --------- |
| Apă       | 100         | 373,15      | 40,657    |
| Metan     | -161,6      | 111,5       | 8,19      |
| Propan    | -42,1       | 231,1       | 15,7      |
| Butan     | -0,5        | 272,6       | 21,0      |
| Benzen    | 80,1        | 353,3       | 30,9      |
| Toluen    | 110,7       | 383,8       | 32,8      |
| Metanol   | 64,7        | 337,8       | 37,4      |
| Etanol    | 78,4        | 351,6       | 38,8      |
| Freon 12  | -29,8       | 343,3       | 20,2      |
| Amoniac   | -33,4       | 239,8       | 23,4      |

Dacă se cunoaște căldura latentă de vaporizare CL la o anumită presiune p0 la care corespunde temperatura de saturație T0, atunci temperatura de saturație Ts la o presiune de saturație pseste dată de relația Clausius-Clapeyron, a cărei formă diferențială este:
{\displaystyle {\frac {d\ln p}{dT}}={\frac {C_{L}}{R\,T^{2}}}}
care poate fi ușor integrată, obținându-se forma:
{\displaystyle {\frac {1}{T_{s}}}-{\frac {1}{T_{0}}}={\frac {R}{C_{L}}}\ln {\frac {p_{0}}{p_{s}}}}
unde atât CL cât și constanta universală a gazelor, R trebuie exprimate în aceleași unități de măsură, de exemplu în kJ/mol, cu care R = 8,3145 J/mol = 8,3145×10-3 kJ/mol.

## Fierberea în condiții de microgravitație
NASA a făcut o serie de experimente privind vaporizarea în condiții de microgravitație.
La vaporizarea cu bule, bulele nu se ridică. La încetarea fierberii, tensiunea superficială a lichidului duce la coalescența bulelor într-una mare, sferică, care rămâne în interiorul lichidului. Această coalescență poate duce la blocarea sitemelor de răcire a vehiculelor spațiale.
Pentru vaporizarea în film, s-au făcut de către NASA experiențe într-un avion KC-135, la fierberea în jurul unui fir încălzit. Metoda permite obținerea unei microgravitații de 0,02 g (nu foarte mică), timp de cca. 25 s.

## Fierberea apei
Fierberea apei este cea mai comună formă de fierbere a unei substanțe; prin fierbere ea se transformă în abur.

#### Mărimi termodinamice
| Punct        | Temperatură | Presiune     |
| ------------ | ----------- | ------------ |
| Punct triplu | 0,01 °C     | 0,006125 bar |
| Punct critic | 373,946 °C  | 220,640 bar  |

| Presiune (bar)    | 0,05 | 0,2  | 1,0  | 2,0   | 5,0   | 10    | 20    | 50    | 100   | 200   |
| Temperatură ( °C) | 32,9 | 60,1 | 99,6 | 120,2 | 151,8 | 179,9 | 212,4 | 263,9 | 311,0 | 365,8 |
| cL (kJ/kg)        | 2423 | 2358 | 2258 | 2202  | 2108  | 2014  | 1890  | 1640  | 1318  | 601   |

#### Fenomene secundare
Deoarece apa obișnuită de obicei nu este pură, ci conține săruri și gaze dizolvate, apar unele fenomene secundare.
- Deoarece solubilitatea apei pentru gaze scade cu temperatura, la încălzire gazele dizolvate se separă tot sub formă de bule, care însă nu sunt de abur. Acest fenomen este utilizat în tehnică la degazarea termică a apei, proces necesar, de exemplu, la prepararea apei folosite în circuitul de abur al centralelor termice.[15]
- Fenomenele de convecție duc la încălziri neuniforme în masa lichidului, apărând bule locale, care atunci când ajung în zone mai reci condensează; bulele, în consecință, nu mai ajung la suprafața lichidului.
- Impuritățile din apă pot reduce tensiunea superficială, ceea ce poate duce la o spumare abundentă.[16]

#### Aplicații
Fierberea este folosită:
În industrie
- în centrale termice la producerea aburului în scopuri tehnologice, de exemplu în industria ușoară la rafinarea zahărului și uleiului, în fabrici de conserve, la vopsirea țesăturilor, la rafinarea țițeiului în industria petrolieră etc;
- în centrale termice la producerea aburului în scopuri energetice (cazane de abur).[17]

În medicină
- pentru sterilizări.

În alimentația publică
- la prepararea termică a alimentelor.

În domeniul casnic
- la prepararea termică a alimentelor în bucătărie;
- la spălarea hainelor.